# ريتشارد دوكينز
كلينتون ريتشارد دوكينز، هو عالم سلوك حيوان وأحياء تطورية ومؤلف بريطاني، وكان أستاذًا لمادة الفهم العام للعلوم في جامعة أوكسفورد بين 1995-2008، وهو زميل فخري لكلية نيو كوليج.
برز دوكينز عام 1976 عندما نشر كتابه (الجين الأناني)، الذي أشاع وجهة نظر ارتكاز التطوير على الجينات، وقام بصياغة مصطلح ميم. وفي كتابه النمط الظاهري الموسع عام 1982 أدخل في علم الأحياء التطوري مفهوماً مؤثراً وهو أن التأثيرات الظاهرية للجين ليس بالضرورة أن تقتصر على جسم الكائن الحي، بل إنما يمكن أن تمتد في البيئة. قام دوكينز بتأسيس مؤسسة ريتشارد دوكينز للعلوم والمنطق عام 2006.
عُرف دوكينز بكونه ملحدًا ومنتقدًا للخلقية والتصميم الذكي. في كتابه صانع الساعات الأعمى عام 1986 يحاجج دوكينز ضد تشبيه صانع الساعات، بأن تعقيد الكائنات الحية دليل على وجود خالق. يصف دوكينز العمليات التطورية بأنها «صانع ساعات أعمى» في التكاثر والتحوّر والاختيار، باعتبارها عمليات غير موجهة من أي مُصمّم. يدّعي دوكينز في كتابه وهم الإله عام 2006 أن فكرة الخالق لا وجود لها وأن الإيمان الديني وهم، كما أن دوكينز يعارض تدريس الخلقية في المدارس.
حصل دوكينز على جوائز أكاديمية وجوائز كتابة مرموقة عديدة، كما أن له ظهوراً منتظماً على التلفاز والراديو والإنترنت، حيث يناقش خلالها كتبه، آراؤه، أفكاره والإلحاد كشخصية مثقفة عامة.

## خلفية

### حياته
ولد دوكينز في نيروبي، كينيا فترة حكم الإمبراطورية البريطانية في 26 مارس 1941. والدته جين ماري فيفان (مواليد لاندر)، والده كلينتون جون دوكينز كان موظفاً مدنياً زراعياً في الخدمة الاستعمارية البريطانية في نياسلاند (مالاوي حالياً). استدعي والده للخدمة في كتيبة بنادق الملك الأفريقية خلال الحرب العالمية الثانية، وعاد إلى إنجلترا عام 1949، عندما كان دوكينز قد بلغ الثامنة. ورث والد دوكينز حديقة أوفر نورتون في مقاطعة أكسفوردشير، وقد قام بزراعتها تجارياً. يعتبر ريتشارد دوكينز نفسه إنجليزياً، وهو يعيش في أوكسفورد في إنجلترا. لدى دوكينز أخت أصغر منه.
كان والدا دوكينز مهتمين بالعلوم الطبيعية، وقد أجابا على أسئلة دوكينز من الناحية العلمية. يصف دوكينز تنشئته أثناء طفولته بأنها «تربية أنجليكانية طبيعية». اعتنق دوكينز المسيحية خلال مراهقته، وظل حتى منتصف عمره، عندما استنتج أن نظرية التطور تمثّل تفسيراً أفضل لتعقيد الحياة، وتوقف عندها عن الاعتقاد بوجود إله. يقول دوكينز: «السبب الرئيس الباقي لكوني دينيَّاً كوني معجباً بتعقيد الحياة وشعوري أنه ينبغي وجود خالق، وأعتقد أنه عندما أدركت أن الداروينية كانت تفسيراً أرقى وسحبت البساط من تحت حجة الخلق».

### التعليم

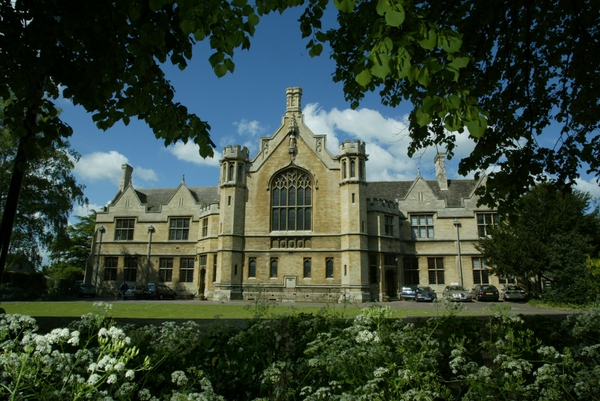
القاعة الكبرى في مدرسة أوندول

حضر دوكينز مدرسة أوندل في نورثهامبتونشير، وهي مدرسة عامة إنجليزية بنَفس كنيسة إنجلترا، حيث كانت في منزل لونديمير. أثناء وجود دوكينز في مدرسة أوندل قرأ كتاب برتراند راسل «لماذا لست مسيحيًا» للمرة الأولى. درس دوكينز علم الحيوان في كلية باليول في جامعة أوكسفورد وتخرج عام 1962، وقد درس على يد عالم سلوك الحيوانات الحائز على جائزة نوبل نيكولاس تينبرغن، وبقي تحت إشراف تينبرغن كطالب باحث، وحصل على درجتي الماجستير والدكتوراه بحلول عام 1966، وظل باحثًا مساعدًا لعام آخر. كان تينبرغن رائداً في دراسة السلوك الحيواني، ولاسيما في مجالات الغريزة والتعلم والاختيار، وقد تناول بحث دوكينز في هذه الفترة نماذج صنع القرار عند الحيوان.

### التدريس
أصبح دوكينز أستاذاً مساعداً لعلم الحيوان في جامعة كاليفورنيا بريكلي بين عامي 1967-1969، وخلال هذه الفترة كان معظم الطلاب وأعضاء هيئة التدريس في جامعة كاليفورنيا بريكلي يعارضون حرب فيتنام التي كانت جاريةً آنذاك، وقد شارك دوكينز في التظاهرات والأنشطة المضادة للحرب. عاد دوكينز إلى جامعة أوكسفورد خلال السبعينيات كمحاضر. عام 1990 حاز رتبة «قارئ» الأكاديمية. عُيِّن عام 1995 أستاذاً لفهم الجمهور للعلوم، وقد رُشح من قبل تشارلز سيموني الذي عبّر آنذاك عن أن «حامل اللقب ينبغي أن يتوقع منه مساهمات هامة في فهم الجمهور لحقل علمي معين»، وأن حاملها الأول يجب أن يكون تشارلز دوكينز، حيث شغل دوكينز منصب الأستاذية منذ عام 1995 وحتى عام 2008.
أصبح دوكينز زميلاً للكلية الجديدة في أكسفورد منذ عام 1970، وهو حائز الآن على زمالة فخرية. ألقى دوكينز العديد من المحاضرات كمحاضرة هنري سيدجويك التذكارية 1989، ومحاضرة إراسموس داروين التذكارية الأولى 1990، ومحاضرة مايكل فاراداي 1991، ومحاضرة توماس هنري هكسلي 1992، ومحاضرة إيرفين التذكارية 1997، ومحاضرة شيلدون دايل 1999، ومحاضرة تينبرغن 2004، ومحاضرات تانر 2003. عام 1991 ألقى دوكينز محاضرات المعهد الملكي لعيد الميلاد للأطفال عن نمو الكون. قام بتحرير عدة مجلات، وعمل كمستشار تحريري لموسوعتي إنكارتا والتطور. وهو مُدرج كمحرر رفيع المستوى وكاتب عمود في مجلة البحث الحر العلمانية الإنسانية، وقد أصبح دوكينز عضواً في هيئة تحرير مجلة سكيبتيك منذ تأسيسها. وقد قام دوكينز بتحكيم جوائز متنوعة كجائزة فاراداي للجمعية الملكية، وجوائز التلفزيون للأكاديمية البريطانية، وكان دوكينز رئيسًا لقسم علوم الحياة في الجمعية البريطانية للنهوض بالعلوم. عام 2004 قامت كلية باليول في جامعة أكسفورد بإنشاء جائزة دوكينز والتي تُمنح «للبحث المتميز في علم البيئة وسلوك الحيوانات التي يتعرض بقاءها للخطر جراء الأنشطة البشرية». تقاعد دوكينز من الأستاذية عام 2008 وأعلن عن خططه لكتابة «كتاب موجه للشباب يحذرهم فيه من الاعتقاد بالقصص المضادة للعلم». عام 2011 أصبح دوكينز أستاذاً في الكلية الجديدة للعلوم الإنسانية، وهي جامعة خاصة جديدة في لندن، أنشأها أي سي جرايلنج، وقد افتتحت في سبتمبر 2012.

## العمل

### علم الأحياء التطوري

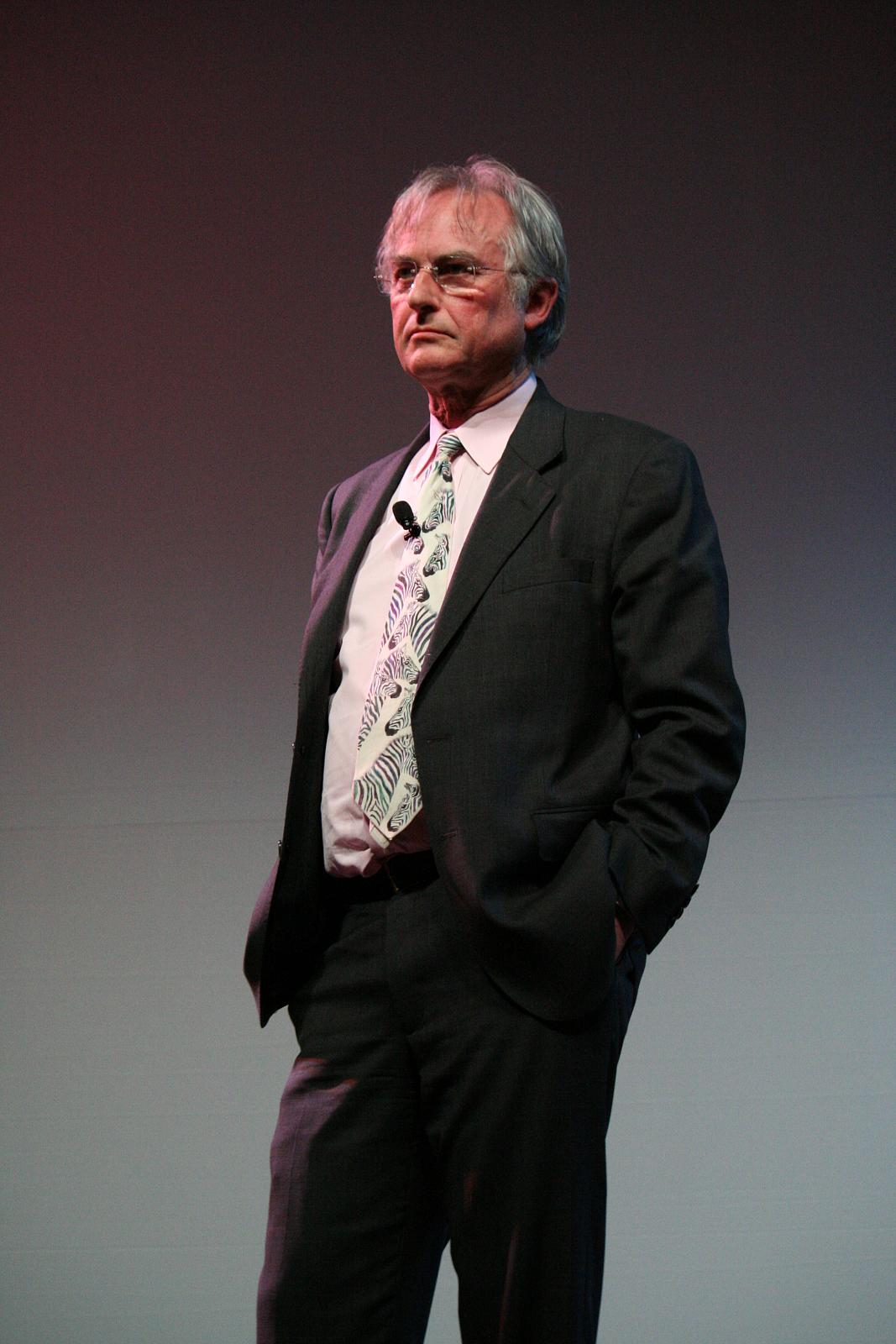
في جامعة تكساس في أوستن، مارس/آذار عام 2008.

ظهرت شهرة دوكينز في علم الأحياء التطوري، بعد الرأي الذي طرحه حول ارتكاز التطور على الجينات (المورثات)، حيث اعتبر المورثة أو الجين الوحدة الأساسية للاختيار في التطور، وقد عبّر دوكينز عن هذا بوضوح في كتبه:
- الجين الأناني الذي صدر عام 1976، والذي لاحظ فيه أن «كل الحياة تتطور عبر البقاء التفاضلي للكيانات المكررة».
- النمط الظاهري الموسع يمهد لجمهور أوسع مفهوماً جوهريًا كان قد قدّمه عام 1977،[55] وهو أن التأثيرات الظاهرية لجين (مورثة) ليست بالضرورة محدودة بجسم الكائن الحي، بل يمكن أن تمتد أبعد إلى البيئة، بما فيها أجسام كائنات حية أخرى. اعتبر دوكينز النمط الظاهري الموسع، اعتبره مساهمته الخاصة الأهم في علم الأحياء التطوري، واعتبر البناء المتخصص حالة خاصة من النمط الظاهري الموسع، وقد ساعد مفهوم النمط الظاهري الموسع على تفسير التطور، ولكنه لم يساعد على التنبؤ بنتائج محددة.[56]

كان دوكينز دائماً متشككاً من العمليات غير التكيفية في التطور، ومن الاختيار في مستويات «أعلى» من مستويات الجين. وهو يشكك بشكل خاص في الإمكانية العملية أو أهمية اختيار مجموعة كأساس لفهم الإيثار. ظهر هذا السلوك (الإيثار) بدايةً كمفارقة تطورية، لأن مساعدة الآخرين تكلّف موارد ثمينة ويقلل من لياقة الفرد (الصلاحية للتطور). في السابق فسر الكثيرون هذا كجانب من جوانب اختيار المجموعة: الأفراد يقومون بأفضل مالديهم لبقاء السكان والأنواع ككل. استخدم عالم الأحياء التطوري البريطاني دبليو. دي. هاملتون نظرية «تكرار الجينات» في نظريته الشاملة للياقة، لإظهار كيف يمكن أن تتطور السمات الوراثية المؤثرة إذا كان هناك تشابه وراثي كافي بين الفاعلين والمستقبلين لهذا الإيثار (بما في ذلك الأقارب القريبين)،[a] ومنذ أن نجحت نظرية هاملتون في اللياقية (الصلاحية) الشاملة تم تطبيقها بشكل واسع جداً على الكائنات الحية بما في ذلك البشر. وبشكل مشابه طور روبرت تريفرز نظرية الإيثار المتبادل، حيث يقدّم الكائن الحي فائدة لآخر متوقعاً التبادل في المستقبل. نشر دوكينز هذه الأفكار في كتاب «الجينة الأنانية»، وطورهم في عمله. في يونيو/حزيران من العام 2012 انتقد دوكينز بشدة كتاب زميله عالم الأحياء البريطاني إي. أو. ويلسون الذي صدر عام 2012 «الفتح الاجتماعي للأرض»، واعتبره سوء فهم لنظرية هاملتون في اختيار الأقارب. وقد انتقد دوكينز أيضاً فرضية غايا للعالم المستقل جيمس لوفيلوك.
يشير نهج دوكينز البيولوجي في الانتقاد إلى أن تناول الجين كوحدة للانتقاء (عملية مفردة ينجح فيها الفرد أو يفشل في التكاثر) مضلل، حيث يمكن أن يُفسر الجين بشكل أفضل، كوحدة للتطور (التغيرات طويلة الأمد في تكرارات الأليلات في مجموعة سكان). يشير دوكينز في كتابه الجين الأناني إلى أنه يستخدم تعريف جورج سي. ويليامز للجين بأنه «ينفصل ويجتمع مرة أخرى بتكرار ملحوظ». هناك اعتراض شائع آخر وهو أن الجين لا يستطيع البقاء على قيد الحياة وحيداً، بل يجب أن يتعاون مع جينات أخرى لبناء الفرد، وهكذا لا يمكن أن يكون الجين «وحدة» مستقلة. في كتابه النمط الظاهري الموسّع، يقترح دوكينز أن من وجهة نظر الجينات الفردية، جميع الجينات الأخرى هي جزء من البيئة التي يتم التكيف معها.
يقترح المدافعون عن مستويات الاختيار الأعلى (كريتشارد ليوونتين، وديفيد سلون، وإليوت سوبر) وجود العديد من الظواهر (بما في ذلك الإيثار) غير ممكنة التفسير في ظل الاختيار القائم على الجينات بشكلٍ مرضٍ. انتقدت الفيلسوفة ماري ميدغلي، التي هاجمها دوكينز في طبعة متعلقة بكتابه الجين الأناني، انتقدت انتقاء الجينات، وmemetics وعلم الأحياء الاجتماعي باعتبارها مفرطةً في الاختزال، واقترحت أن شعبيه أعمال دوكينز تعود لعوامل في روح العصر كنمو الفردانية في عقود تاتشر/ريغان. برز اسما ريتشارد دوكينز وعالم الحفريات الأمريكي ستيفن جاي جولد في الخلافات حول آليات وتفسير التطور، والتي سميت بـ«حرب داروين»، ويعكس بروز هذين الاسمين أهميتهما كمروجين لهذه الأفكار. على وجه الخصوص، كان دوكينز وجولد معلقين بارزين على الجدل حول علم الأحياء الاجتماعي وعلم النفس التطوري، حيث كان دوكينز موافقاً لهذه الأفكار وكان جولد ينتقدها عموماً. وكمثال نموذجي لموقف دوكينز مراجعته لكتاب «ليس في جيناتنا» لستيفن روز وليون جاي. كامين وريتشارد سي. ليوينتين. مفكران آخران متفقان مع دوكينز حول هذا الموضوع هما ستيفن بينكر ودانيال دينيت، حيث شجّع دينيت نظرة الارتكاز على الجين في التطور ودافع كذلك عن الاختزال في علم الأحياء. على الرغم من الخلاف الأكاديمي، لم تكن تجمع دوكينز وجولد عداوة شخصية، كما أن دوكينز خصص جزءاً كبيراً من كتابه الذي صدر عام 2003 «قسيس الشيطان» لجولد الذي كان قد توفي عام 2002.
و لدى سؤاله عن الداروينية ومخاوفه اليومية، يقول دوكينز: «بطريقة واحدة، عيناي مفتوحتان على حقيقة الوجود فوق العادية. ليس الوجود البشري فحسب بل وجود الحياة وكيف أن هذه العملية القوية وهي الانتقاء الطبيعي، تمكّنت من أن تأخذ حقائق بسيطة جداً من الفيزياء والكيمياء لبناء الحياة، بدءاً من الأشجار الحمراء حتى البشر هذا ليس بعيداً أبداً عن أفكاري. من ناحية أخرى، أنا لا أسمح بالتأكيد للداروينية بالتأثير على مشاعري حول الحياة الاجتماعية الإنسانية»، مما يعني أنه يشعر أن الكائنات البشرية الفردية يمكن أن opt out آلة البقاء الداروينية منذ أن يعوا ذاتهم.

### مصطلح الميم
استحدث دوكينز في كتابه «الجين الأناني» كلمة ميم (المعادل السلوكي للجين) كوسيلة لتشجيع القرّاء على التفكير في كيف يمكن أن تتوسع مبادئ داروين خارج نطاق الجينات. كان المراد من الكلمة أن تكون امتداداً لحجته المكررة، خرج المصطلح إلى النور فيما بعد على أيدي آخرين أمثال دانيال دينيت وسوزان بلاكمور. الترويج لهذا المصطلح أدى لظهور علم التطور الثقافي وهو مجال ابتعد عنه دوكينز.
يشير مصطلح ميم الذي صاغه دوكينز إلى أن أي كيان ثقافي بالنسبة لمراقب يمكن اعتباره مكرراً من فكرة محددة أو مجموعة أفكار. افترض دوكينز أن الناس بإمكانهم النظر إلى كيانات ثقافية عديدة قابلة لهذ التكرار، عموماً بواسطة التواصل والاتصال بالبشر، والذين طوّروا ناسخة للمعلومات والسلوك ذات كفاءة عالية (ليست إلى درجة الكمال). ولأن الميم لا تنسخ دوماً على نحو تام، فإنها قد تصبح مُعادَة التعريف (مُنَقَّحةً)، أو مُجمّعةً، أو مُعدَّلةً بأفكار أخرى وهذا يؤدي إلى ظهور ميمات جديدة، والتي قد تكون بنفسها ناسخة أكثر (مقلّدة) أو أقل من سابقاتها، مما يوفر إطاراً لفرضية التطوّر الثقافي القائم على الميمات، وهي فكرة مماثلة لنظرية التطور البيولوجي القائم على الجينات.
على الرغم من أن دوكينز استحدث مصطلح ميم إلا أنه لم يدَّعِ أن الفكرة جديدة تماماً، وكانت هناك مصطلحات أخرى تشير إلى أفكار مماثلة في الماضي. على سبيل المثال، اقترح جون لوران أن المصطلح قد يكون مستمداً من عمل عالم الأحياء الألماني ريتشارد سيمون. في عام 1904، نشر سيمون كتابه Die Mneme (ظهر هذا الكتاب بالإنجليزية عام 1924 باسم Mneme)، يناقش هذا الكتاب التناقل الثقافي للخبرات، مع رؤىً موازية لرؤى دوكينز. وُجد أيضاً مصطلح Mneme في كتاب موريس ماترلينك «حياة النمل البيض» الصادر عام 1926. ويصف جيمس جليك مفهوم دوكينز عن الميم بأنه «اختراعه الأكثر شهرةً، وهو أكثر تأثيراً من جيناته الأنانية أو من تبشيره لاحقاً ضد التديّن».

### المؤسسة
عام 2006، أسس دوكينز «مؤسسة ريتشارد دوكينز للمنطق والعلوم» (الإنجليزية: Richard Dawkins Foundation for Reason and Science) وهي منظمة غير ربحية. موّل صندوق المنظمة أبحاثًا في علم النفس تتعلق بالإيمان والدين، وموّل كذلك برامج تعليم ومواد علميّة، ونشر ودعم منظمات خيرية ذات طابع علماني. في يناير/كانون الثاني عام 2016، أُعلِن أن المؤسسة ستندمج مع مؤسسة Center for Inquiry، وأن دوكينز سيصبح عضواً في مجلس إدارة المنظمة الجديدة.

### انتقاد الدين

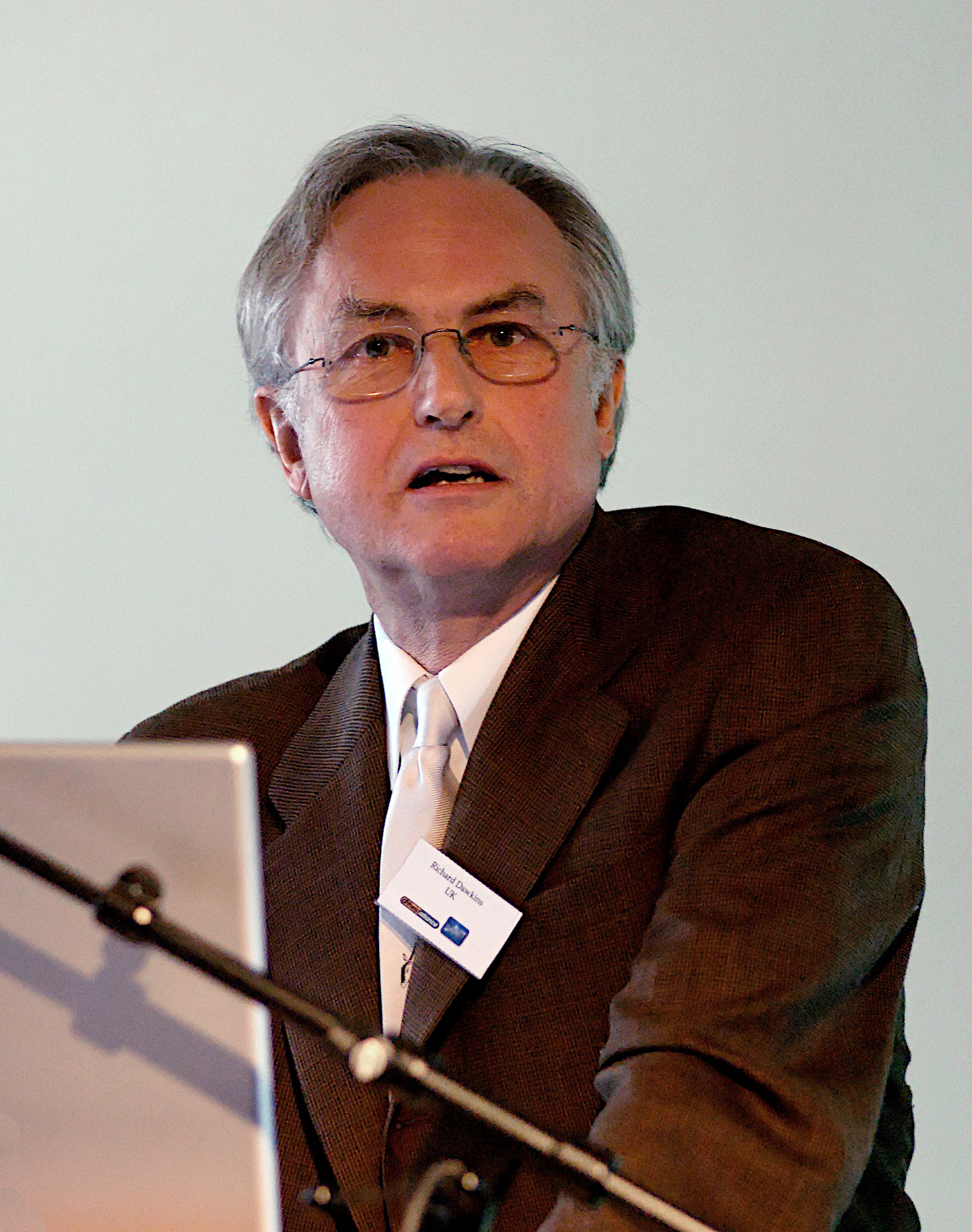
ريتشارد دوكينز يحاضر حول كتابه "وهم الإله" في 24 يونيو/حزيران عام 2006.

دوكينز يُصرّح بأنه ملحد، وهو مُؤيَّدٌ من مختلف المنظمات الملحدة والعلمانية. دوكينز راعِ للرابطة البريطانية الإنسانية، وداعم لحركة برايتس. دخل إلى كنيسة إنكلترا في سن الثالثة عشر، إلا أن شكوكاً في الإيمان بدأت تنمو لديه. بعد أن تعلّم عن الداروينية وتفسير أن الكائنات الحية تبدو كما لو صُمِّمت، فقد دوكينز حينها ما تبقى من إيمانه. قال دوكينز أن فهمه للعلم والعمليات التطورية قاداه إلى السؤال عن كيف يمكن للكبار في مواقع القيادة في عالم متحضّر أن يكونوا غير متعلمين في علم الأحياء، وأنه محتار كيف يمكن أن يبقى الإيمان بالله بين الأفراد متطورين في العلوم. ويلاحظ دوكينز أن بعض الفيزيائيين يستخدمون كلمة «الله» كنايةً عن أسرار الكون المذهلة، وهو ما يسبب ارتباكاً وسوء فهم بين الناس الذين يعتقدون بشكل غير صحيح أن الفيزيائيين يتحدثون عن كائن يغفر الخطايا أو يحوّل الخمر أو يحيي الناس بعد موتهم. يختلف دوكينز مع ستيفن جاي جولد وأشار إلى أن وجود الله يجب أن يُعامل كأي فرضية علمية.
قال دوكينز أنه على "مقياس دوكينز"، الذي يتألف من سبعة مستويات حيث 1 (اعتقاد 100% بالله) و7 (100% يعتقد أن الآلهة غير موجودة)، قال أنه 6.9، وهذا يمثل "ملحداً بحكم الأمر الواقع" يعتقد أنه "لا يستطيع أن يعرف على وجه الدقة، وأن الله غير محتمل بشكل كبير، ويعيش حياته على افتراض أنه غير موجود". وعندما سُئل دوكينز عن عمد اليقين الطفيف، قال: "أنا لا أدري، لدرجة أنني لا أدري عن "الجنيات في قاع الحديقة". في مايو/أيار 2014، في مهرجان هاي في ويلز، أوضح دوكينز أنه على الرغم من عدم إيمانه بالعناصر الخارقة في الإيمان المسيحي، إلا أن لديه حنيناً للجانب الاحتفالي للدين. بالإضافة للإيمان بالإلهيات فإن دوكينز ينتقد أيضاً المعتقدات الدينية "غير العقلانية" الأخرى كتحويل المسيح الماء إلى نبيذ، أو أن المسيح سار على الماء، أو أن جنة عدن موجودة في ولاية ميسوري، أو أن أم المسيح كانت عذراء، أو أن محمد قسم القمر. دوكينز أصبح منتقداً بارزاً للدين وقال أن معارضته للدين مبنية على أن: الدين مصدر للصراع وأنه مبرر للإيمان دون دليل. اعتبر دوكينز الإيمان غير المبني على دليل، اعتبره "واحد من أعظم الشرور في العالم".

صرّح دوكينز بآرائه في نقاشات الدين والعلم العامة بعد كتابه «وهم الإله» الذي صدر عام 2006، وقد أصبح هذا الكتاب واحداً من الكتب العالمية الأكثر مبيعاً، وبحلول 2015 بيعت أكثر من ثلاثة ملايين نسخة، وترجم الكتاب إلى 30 لغة. تم النظر إلى نجاح الكتاب من قبل الكثيرين باعتباره دلالة على تغير روح العصر الثقافية الحالية ويترافق مع صعود الإلحاد الجديد. يجادل دوكينز في الكتاب في وجود الإله، ويقول أن الخالق خارق الطبيعة غالباً غير موجود وأن الإيمان الديني وهم. في محاضرة لدوكينز في فعالية تيد في فبراير/شباط عام 2002، حثّ دوكينز الملحدين للتعبير عن وضعهم والنضال ضد تَغوُّل الكنيسة في السياسات والعلوم. وفي 30 سبتمبر/أيلول من عام 2007، التقى دوكينز وكريستوفر هيتشنز، وسام هاريس، ودانيال دينيت في مسكن هيتشنز، وأجروا نقاشاً غير خاضعٍ لإشراف، واستمر ساعتان، كان الحدث منقولاً بالفيديو، وعنون باسم «الفرسان الأربعة».
يرى دوكينز أن التعليم والتوعية أدوات أساسية في معارضة العقيدة الدينية والتلقين. وتشمل هذه الأدوات مكافحة قوالب نمطية معينة، وقد اعتمد دوكينز مصطلح Bright كوسيلة لربط الناس الذين لديهم نظرة عالمية طبيعية بدلالات عامة إيجابية. وقدم دوكينز دعماً لفكرة مدرسة التفكير الحر، وهي عدم تدريس الأطفال الإلحاد أو أيَّ دينٍ، ولكن بدلاً من ذلك تعليمهم أن يكونوا منفتحي الذهن وقادرين على الانتقاد.اقترح دوكينز اعتبار عبارات «طفل مسلم» أو «طفل كاثوليكي» عبارات سخيفة اجتماعياً، مثل عبارة «طفل ماركسي» لأنه يعتقد أن الأطفال لا ينبغي أن يم تصنيفهم اعتماداً على معتقدات آبائهم الدينية أو الإيديولوجية،  وذلك تأثراً بنجاح الحركة النسوية في إثارة الحرج على نطاق واسع عند الاستخدام الروتيني لـ«هو» بدلاً من «هي».

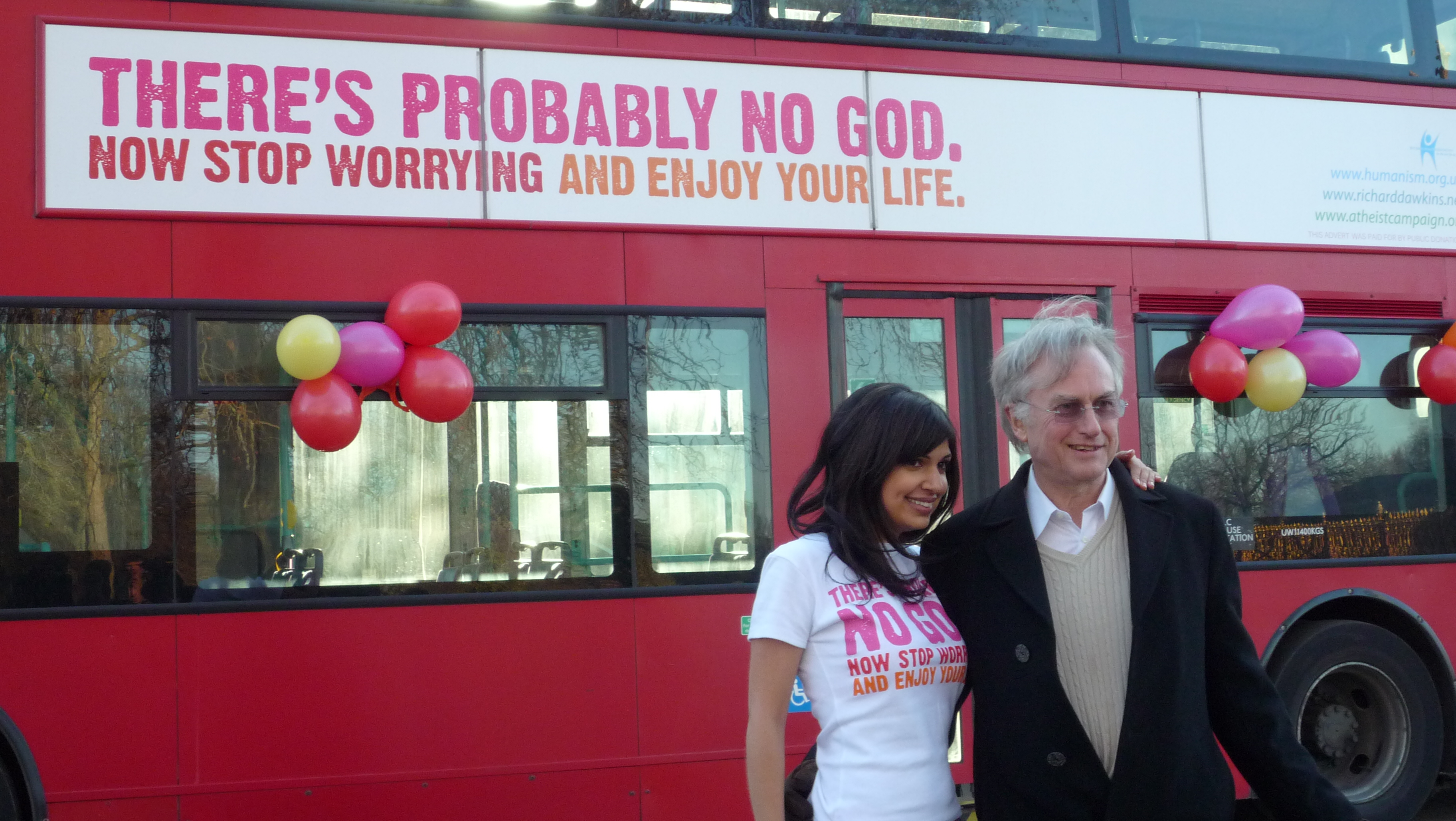
مع أريان شيرين في حملة إطلاق حافلة الملحدين في لندن.

يقول دوكينز أن الملحدين ينبغي أن يكونوا فخورين، لأن الإلحاد دليل على عقل صحي ومستقل. وهو يأمل بأن ازدياد تعريف الملحدين عن أنفسهم، سيزيد من معرفة الناس بعدد الأشخاص التي تحمل هذه الأفكار، مما سيؤدي إلى التقليل من النظرة السلبية تجاه الملحدين في أوساط الأغلبية الدينية. وبإلهام من حركة حقوق المثليين، أطلق دوكينز «الحملة العلنية» لتشجيع الملحدين عبر العالم لإعلان موقفهم علناً. ودعم دوكينز كذلك أول حملة لوضع إعلانات الملحدين في المملكة المتحدة، «حملة باص الملحدين» عام 2008، والتي كانت تهدف لجمع التبرعات لوضع إعلانات للملحدين على الحافلات في منطقة لندن.
دافع بعض النقّاد عن موقف دوكينز تجاه الدين وأشادوا بعمله، أمثال الكاتب كريستوفر هيتشنز، وعالم النفس ستيفن بينكر، والحائز على جائزة نوبل السير هارولد كروتو، وجيمس دي. واتسون، وستيفن واينبرغ،
 بينما انتقد آخرون دوكينز لأسباب مختلفة، ككريستوفر هيتشنز مثل الحائز على جائزة نوبل الفيزيائي النظري بيتر هيغز، وعالم الفيزياء الفلكية مارتن ريس، والفيلسوف العلمي مايكل روس، والناقد الأدبي تيري إيجلتون، واللاهوتي ليستر ماكغراث، ويشمل انتقاد دوكينز على كون أن أعماله تخدمه كملحد ومشابهة هذا للأصولية الدينية، أكثر من كونه انتقاد فعّال لها، وأنه بشكل متعصّب أساء فهم المواقف اللاهوتية التي يدّعي أنه يدحضها. يرفض بيتر هيغز ومايكل ريس على وجه الخصوص، مواجهة دوكينز للدين واعتبراها ضيّق و«محرج»، حيث يذهب هيغز إلى المساواة بين دوكينز والأصوليين الدينيين الذين ينتقدهم. ندد الفيلسوف الملحد جون جراي بدوكينز باعتباره «مبشّر معاد للدين»، حيث أن تأكيداته «غير منطقية في الرواية أو الأصل»، ويقول جراي أن دوكينز يفتقد إلى أهمية البشر بسبب عدم دهشته في أعماله، وانتقد جراي كذلك الولاء الملموس عند دوكينز لداروين، مشيراً إلى أنه إذا كان «العلم عند داروين طريقة للتحقق مكّنته من التقدّم بشكل مؤقت وبتواضع نحو الحقيقة، فإنه بالنسبة لدوكينز رؤية لا شك فيها». يرد دوكينز على منتقديه بأن اللاهوتيين ليسوا أفضل من العلماء في معالجة المسائل الكونية العميقة، وأنه ليس أصولياً وأنه مستعد لتغيير رأيه في مواجهة الأدلة الجديدة.

#### انتقاد الخلقية
يُعتبر دوكينز أحد أبرز منتقدي الخلقية، وهي اعتقاد ديني بأن الإنسانية والحياة والكون خُلقت من قبل إله، دون اللجوء إلى التطور. وصف دوكينز نظرية خلق الأرض الفتية وأن عمر الأرض بضعة آلاف من السنين وصفه بأنه "كذبة منافية للعقل", وتضمَّن كتابه "صانع الساعات الأعمى" الصادر عام 1986 نقداً مستمراً لحجة التصميم، التي تشكل أحد أهم حجج الخلقية. يجادل دوكينز في الكتاب ضد حجة صانع الساعات الشهيرة التي أوجدها اللاهوتي الإنجليزي ويليم بيليي في كتابه اللاهوت الطبيعي الصادر في القرن الثامن عشر، حيث يجادل بيلي في الكتاب بأن الساعة معقدةٌ جداً وعملية جداً، ومن الصعب أن تنبثق للوجود عن طريق الصدفة، لذا ينبغي أن تكون جميع الكائنات الحية، المعقدة أكثر بكثير من مثال الساعة، ذات تصميم هادف". يقول دوكينز بوجهة النظر القائلة بأن الانتقاء الطبيعي كافٍ لشرح الوظيفية الواضحة والتعقيد غير العشوائي للعالم الأحيائي، ويُمكن القول بأن دور صانع الساعات في الطبيعة، وإن كان تلقائياً، وغير موجهٍ من قبل أي مُصمِمٍّ، وغير ذكيّ، هو صانع ساعات أعمى.

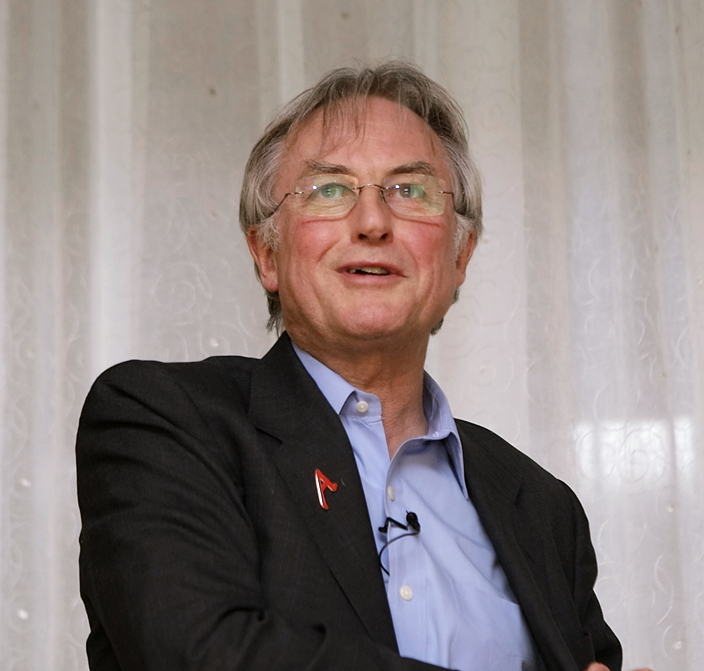
ريتشارد يرتدي دبوس A القرمزي، في المؤتمر الثالث للملحدين الأمريكيين (2008).

شارك دوكينز عام 1986 وعالم الأحياء جون ماينارد سميث في نقاش في اتحاد أوكسفورد ضد آي إي وايلدر سميث (خالق الأرض الفتية) وإدغار أندروز (رئيس جمعية الخلق الإنجيلي).[b] على أية حال، فقد اتبع دوكينز عموماً نصيحة زميله ستيفن جاي جولد ورفض المشاركة في مناقشات رسمية مع الخلقيين «لأن ما يبحثون عنه هو أوكسجين الاحترام»، و«سيحصلون على هذا الأوكسجين بمجرد العمل معهم». قال دوكينز مرةً أن الخلقيين «لا يمانعون أن نغلبهم بحجة، ما يهم أن نمنحهم اعترافاً بالنقاش معهم علناً». قال دوكينز في مقابلة مع الصحافي الأمريكي بيل مويرز في ديسمبر/كانون الأول من العام 2004: «من بين الأمور التي يعرفها العلم، فإن التطور أكيد مثل أي شيء آخر نعرفه». وعندما سأله مويرز عن استخدامه لنظرية الكلمة، قال دوكينز أن «التطور قد لُوحِظ، لكنه لم يُلاحظ بينما هو يحدث»، وأضاف دوكينز أن «الأمر يبدو كما لو أن أحد المحققين أتى إلى جريمة قتل بعد وقوعها، لم يرَ المخبر جريمة القتل تحدث طبعاً، ولكن ما تراه هو فكرة ضخمة... كميات هائلة من الأدلة الظرفية، حتى من الممكن أن تكون مكتوبة بكلمات باللغة الإنجليزية».
عارض دوكينز إدراج التصميم الذكي في تعليم العلوم، ووصفه بأنه «ليس حجةً علميّة على الإطلاق، بل حجة دينية». تم الإشارة إلى دوكينز في وسائل الإعلام باسم «روت فايلر داروين» (روت فايلر أحد أنواع الكلاب الشرسة)، إشارةً إلى عالم الأحياء الإنجليزي توماس هنري هكسلي الذي كان يُعرف باسم «بلدغ داروين» (نسبة إلى سلالة كلاب بلدغ) لدفاعه عن أفكار تشارلز داروين التطورية. كان دوكينز منتقداً بشدة لمنظمة «الحقيقة في العلوم» التي تدعم تدريس الخلقية في المدارس الحكومية، وقد وصف دوكينز عملها بأنه «فضيحة تربوية». ويعتزم دوكينز تقديم الدعم للمدارس من خلال مؤسسته «مؤسسة ريتشارد دوكينز للمنطق والعلوم»، مع إيصال الكتب وأقراص الدي في دي والكتيبات التي تتصدى لعملهم.

### مجالات أخرى

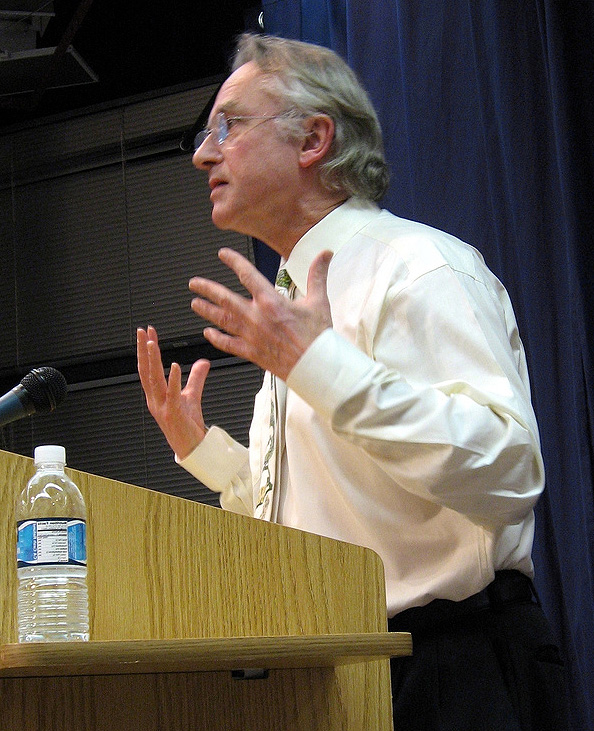
ريتشارد يتحدث في كتاب كيبلر، مينلو بارك، كاليفورنيا 29 أكتوبر/تشرين الأول 2006

كان دوكينز من خلال عمله كأستاذ للفهم العام للعوم ناقداً للعلوم الزائفة والطب البديل. في كتابه الصادر عام 1998، "تفكيك قوس قزح" يجادل في قول جون كيتس بأن إسحاق نيوتن من خلال شرحه لقوس قزح قد قلَّل من جماليته، ويتوصل إلى استنتاج معاكس، حيث يشير دوكينز إلى أن الفضاء السحيق وتطور الحياة خلال مليارات السنين والأعمال المجهرية لعلم الأحياء والوراثة تحتوي على جمال وعجب يفوق "الأساطير" والعلوم الزائفة". كتب دوكينز مُقدمة لكتاب جون دايموند "زيت الأفعى" الذي نُشر بعد وفاته، وهو كتاب مُكرّس لفضح الطب البديل، كتب دوكينز في المقدمة مؤكداً أن الطب البديل مؤذٍ، حتى وإن كان يصرف المرضى عن العلاج التقليدي الأكثر نجاحاً ويعطيهم آمالاً زائفةً فقط. قال دوكينز في هذه المقدمة أنه "لا يوجد طب بديل، هناك فقط طب ينفع وطب لا ينفع". خلص دوكينز في فيلمه "أعداء المنطق" إلى أن بريطانيا تعاني من "وباء التفكير الخرافي".
أعرب دوكينز عن قلقه إزاء نمو السكان البشري ومسألة الاكتظاظ السكاني. يذكر دوكينز في كتابه «الجينة الأنانية» بإيجاز النمو السكاني، وأعطى مثال أمريكا اللاتينية، والتي كان عدد سكانها عند كتابة الكتاب يتضاعف كل 40 عاماً. ينتقد دوكينز أيضاً مواقف الكنيسة الكاثوليكية تجاه تنظيم الأسرة والتحكم في أعداد السكان، مشيراً إلى أن القادة الذين يمنعون وسائل منع الحمل ويعبرون عن تفضيلهم للطرق «الطبيعية» للحد من السكان سيحصلون على هذه الطرق بشكل مجاعة.
أيّد دوكينز مشروع القردة العليا- وهي حركة تهدف لتوسيع بعض الحقوق المعنوية والقانونية لجميع القرود العليا- وساهم دوكينز بمقالة «الثغرات في العقل» لكتاب مشروع القردة العليا المحرر من قبل باولو كافاليري وبيتر سنجر، حيث ينتقد دوكينز في المقال المواقف الأخلاقية للمجتمع المعاصر لأنها تقوم على أساس «غير مترابط، وضرورة التمييز بين الأنواع».
يعلّق دوكينز بانتظام في الصحف والمدوّنات على القضايا السياسية المعاصرة، ويساهم بشكل متكرر في العلوم والثقافة على منصة "Three Quarks Daily". تشتمل آرائه السياسية على معارضة غزو العراق عام 2003،  والردع النووي البريطاني، وأفعال الرئيس الأمريكي آنذاك جورج دابليو بوش،  وقضية أخلاقية الأطفال المعدلين وراثياً، وقد أدرج العديد من هذه المقالات في كتابه «قسيس الشيطان»، وهو مختارات من الكتابات حول العلم والدين والسياسة. أيّد دوكينز كذلك حملة دعم الجمهورية بدلاً من النظام الملكي البريطاني برئيس منتخب ديمقراطياً. وصف دوكينز نفسه بأنه ناخب في حزب العمال في السبعينات، وناخباً للديمقراطيين الليبراليين منذ إنشاء الحزب. تحدث دوكينز عام 2009 في مؤتمر الحزب المنعقد لمعارضة قوانين التجديف، والطب البديل، والمدارس الدينية. في انتخابات المملكة المتحدة عام 2010، أيّد دوكينز رسمياً الديمقراطيين الليبراليين، دعماً لحملتهم من أجل الإصلاح الانتخابي، و«رفضهم التمسك بالإيمان». وفي الفترة التي سبقت انتخابات عام 2017 أيّد دوكينز الديمقراطيين الليبراليين مرةً أخرى وحث الناخبين على الانضمام للحزب.
استمر دوكينز بشراكة طويلة الأمد مع القناة الرابعة، حيث شارك دوكينز في مسلسل من خمسة أجزاء عبقرية بريطانيا، إلى جانب زملائه العلماء ستيفن هوكينج، وجيمس دايسون، وبول نرس، وجيم الخليلي. تم بث المسلسل لأول مرة يونيو/حزيران عام 2010. تركزت السلسلة على الإنجازات العلمية البريطانية الكبرى عبر التاريخ.
انضم دوكينز عام 2014 إلى حركة الوعي العالمية «يوم الكويكب».

## الجوائز
حصل دوكينز على شهادة دكتوراة في العلوم من جامعة أوكسفورد عام 1989. يحمل دوكينز كذلك شهادات دكتوراة فخرية في العلوم من جامعات هدرسفيلد، ووستمنستر، ودرم، وهل، وأنتورب، وأوسلو، وشهادات دكتوراة فخرية من جامعات أبردين، والجامعة المفتوحة، وجامعة بروكسل الحرة الناطقة باللغة الهولندية، وجامعة فلنسيا، وهو يحمل دكتوراة فخرية في الأدب من جامعات سانت أندروز، والجامعة الوطنية الأسترالية، وانتخب دوكينز زميلاً للجمعية الملكية للأدب عام 1997، وزميلاً للجمعية الملكية عام 2001، وهو أحد رعاة الجمعية العلمية لجامعة أوكسفورد.
تلقى دوكينز عام 1987 جائزة الجمعية الملكية للأدب وجائزة لوس أنجلوس تايمز الأدبية لكتابه «صانع الساعات الأعمى»، وفي العام ذاته حصل على جائزة الخيال العلمي التقنية لأفضل برنامج علمي وثائقي تلفزيوني للعام عن حلقة «صانع الساعات الأعمى» في برنامج آفاق لصالح قناة بي بي سي.
تشمل جوائز دوكينز الأخرى الميدالية الفضية من جمعية الحيوان في لندن (عام1989)، وجائزة فينلي للابتكار (عام 1990)، وجائزة مايكل فاراداي (عام 1990)، وجائزة ناكاياما (عام 1994)، وجائزة العام من المؤسسة الإنسانية الأميركية (عام 1996)، وجائزة الكون الدولية الخامسة (عام 1997)، وجائزة كيستلر (عام 2001)، وميدالية رئاسة الجمهورية الإيطالية (عام 2001)، وجائزة «الإمبراطور بلا ملابس» لعامي 2001-2012 من مؤسسة «الحرية من الدين»، وهي جائزة تُمنح للشخصيات العامة التي تتحدث بوضوح عن أوجه القصور في الدين، وحصل دوكينز كذلك على وسام كلفن من الجمعية الفلسفية الملكية غلاسكو (عام 2002)، وجائزة نايرمبيرغ للعلوم في الاهتمام العام (عام 2009). حصل دوكينز أيضاً على جائزة ديشنر، التي سميت باسم الكاتب الألماني المنقد للأديان كارلهاينز ديشنر.
تصدّر دوكينز قائمة مجلة بروسبكت لعام 2004 لأفضل مئة مفكر بريطاني، بحسب القراء، حيث حصل على ضعف عدد الأصوات التي حصل عليها الوصيف، وفي استطلاع رأي أجرته مجلة بروسبكت عام 2013، تم التصويت لدوكينز للحصول على لقب أفضل مفكري العالم من 65 اسماً تم اختيارها من قبل خبراء في الولايات المتحدة والمملكة المتحدة.
حصل دوكينز عام 2005 على جائزة شكسبير من مؤسسة ألفريد توبفر (مقرها هامبورغ) تقديراً له على «تقديمه الموجز وللمعرفة العلمية، وجعلها سهلة الوصول»، ربح دوكينز كذلك جائزة لويس ثوماس للكتابة عن العلوم عام 2006، وجائزة كاتب العام لعام 2007 من جوائز المجرة للكتاب البريطاني، وأُدرج اسمه في العام ذاته من قبل مجلة تايم كواحد من أكثر 100 شخص مؤثر في الناس حول العالم عام 2007، واحتل المرتبة 20 في قائمة صحيفة الدايلي تيليجراف لقائمة عام 2007 لأعظم مئة عبقري حي.
عام 2003، تم إطلاق اسم دوكينز على جائزة تُمنح من قبل التحالف الدولي للملحدين، حيث تُمنح هذه الجائزة ضمن حدث سنوي تكريماً لملحد متميز يرفع الوعي تجاه الإلحاد من خلال أعماله في ذلك العام، وسميت الجائزة «جائزة ريتشارد دوكينز» تكريماً لجهود دوكينز. تم إطلاق اسم دوكينز كذلك على المجلس الفخري لمؤسسة «الحرية من الدين» للإنجازات المميزة.
عام 2012، تم إطلاق اسم دوكينز على جنس جديد من الأسماك «دوكينيزيا» (كان هنالك بعض الأفراد من هذا الجنس يصنفون ضمن جنس بونتيوس سابقاً) من قبل علماء أسماك في سريلانكا، شرح الباحث الرئيسي روهان بيثياجودا سبب إطلاق الاسم على هذا الجنس قائلاً:«ساعدنا ريتشارد دوكينز من خلال كتاباته، على فهم أن الكون أكثر جمالاً وإذهالاً مما تصوَّره أي دين. نأمل أن دوكينيزيا عمل على تذكيرنا بأناقة وبساطة التطور، وهو التفسير العقلاني الموجود لتنوع الحياة الذي لا يُمكن تصوُّره على الأرض».

## حياته الشخصية
تزوّج دوكينز ثلاث مرات، وله ابنة واحدة. تزوج دوكينز زميلته عالمة سلوك الحيوان ماريانا ستامب في الكنيسة البروتستانتية في أنيستون، في مقاطعة واترفورد، في أيرلندا في 19 أغسطس/آب عام 1967، وانفصلا عام 1984. تزوج دوكينز للمرة الثانية في 1 يونيو/حزيران عام 1984ا إيما دوينز (مواليد 1984، أوكسفورد)، ولكنهما انفصلا أيضاً. تزوج دوكينز من الفنانة لالا وارد في كينسينغتون وتشيلسي في لندن، حيث التقيا من خلال صديقهما المشترك دوغلاس آدامز، الذي عمل مع لالا في برنامج دكتور هو في بي بي سي، أعلن الزوجان انفصالهما ودّياً في يوليو/تموز عام 2016.

## وسائل الإعلام

### منشورات مختارة
| سنة النشر | اسم الكتاب باللغة العربية                   | اسم الكتاب باللغة الإنكليزية                           |
| --------- | ------------------------------------------- | ------------------------------------------------------ |
| 1976      | الجين الأناني                               | The Selfish Gene                                       |
| 1982      | النمط الظاهري الموسع                        | The Extended Phenotype                                 |
| 1986      | صانع الساعات الأعمى                         | The Blind Watchmaker                                   |
| 1995      | النهر الخارج من عدن                         | River out of Eden                                      |
| 1996      | الصعود إلى جبل اللااحتمال                   | Climbing Mount Improbable                              |
| 1998      | تفكيك قوس القزح                             | Unweaving the Rainbow                                  |
| 2003      | قسيس الشيطان                                | A Devil’s Chaplain                                     |
| 2004      | حكاية الجد الأعلى                           | The Ancestor’s Tale                                    |
| 2006      | وهم الإله                                   | The God Delusion                                       |
| 2009      | أعظم عرض على الأرض: الدليل على نظرية التطور | The Greatest Show on Earth: The Evidence for Evolution |
| 2011      | سحر الواقع: كيف نعرف ما هو الحقيقي فعلاً     | The Magic of Reality: How We Know What's Really True   |

### أفلام وثائقية
| عام الإنتاج | اسم الفيلم باللغة العربية                   | اسم الكتاب باللغة الإنجليزية                                |
| ----------- | ------------------------------------------- | ----------------------------------------------------------- |
| 1986        | الفتيان الجيدون ينهون أولاُ                  | Nice guys finish first                                      |
| 1987        | صانع الساعات الأعمى                         | The Blind Watchmaker                                        |
| 1991        | النشأة في الكون                             | Growing Up in the Universe                                  |
| 1996        | كسر حاجز العلم                              | Break the Science Barrier                                   |
| 2004        | أشرطة الإلحاد                               | The Atheism Tapes                                           |
| 2005        | السؤال الكبير-الجزء الثالث "لماذا نحن هنا؟" | The Big Question-part 3 "why are we here?"                  |
| 2006        | جذر كل الشرور؟ (سمي فيما بعد "وهم الإله")   | The Root of All Evil? (then retitled as "the god delusion") |
| 2007        | أعداء المنطق                                | The Enemies of Reason                                       |
| 2008        | عبقرية تشارلز داروين                        | The Genius of Charles Darwin                                |
| 2009        | غاية الغاية                                 | The Purpose of Purpose                                      |
| 2010        | تهديد مدرسة الإيمان                         | Faith School Menace?                                        |
| 2012        | عقول جميلة                                  | Beautiful Minds                                             |
| 2012        | الجنس، الموت، ومعنى الحياة                  | Sex, Death and the Meaning of Life                          |
| 2013        | غير المؤمنين                                | The Unbelievers                                             |

### ظهورات أخرى
قام دوكينز بالظهور على التلفاز خلال عروض إخبارية عديدة، مقدّماً آرائه السياسية وخصوصاً وجهات نظره كملحد، وأجريت معه أيضاً العديد من المقابلات على الراديو، غالباً خلال جولات كتبه. قام دوكينز بمناقشة عدة شخصيات دينية، وقام بالتحدث في عدة جامعات خلال جولات كتبه. بحلول 2016، أصبح لدوكينز أكثر من 60 ساعة مسجلة في قاعدة الأفلام على الإنترنت، حيث يظهر خلالها بنفسه.
- مطرودون: غير مسموح بالذكاء (عام 2008): قُدّم دوكينز باعتباره يقود معارضة علمية ضد التصميم الذكي في فيلم يصوّر أن معظم المؤسسة العلمية السائدة تقمع الأكاديميين الذي يرون أدلة على التصميم الذكي في الطبيعة وينتقدون أدلة التطور الدارويني
- دكتور هو: حلقة الأرض المسروقة (عام 2008)
- أشكال اللانهاية الأكثر جمالاً: (ألبوم): غناء فرقة نايتويش وهي فرقة ميتال سيمفوني فنلندية قامت باستضافة دوكينز في البومهم الصادر عام 2015.
- عندما يعلق البروفيسور في الثلج (عام 2015): يمثل خيال ريتشارد دوكينز الشخصية الرئيسية في رواية دان رودس الساخرة.

## وصلات خارجية
- ريتشارد دوكينز على موقع IMDb (الإنجليزية)
- ريتشارد دوكينز على موقع الموسوعة البريطانية (الإنجليزية)
- ريتشارد دوكينز على موقع مونزينجر (الألمانية)
- ريتشارد دوكينز على موقع ميوزك برينز (الإنجليزية)
- ريتشارد دوكينز على موقع إن إن دي بي (الإنجليزية)
- ريتشارد دوكينز على موقع ديسكوغز (الإنجليزية)
- ريتشارد دوكينز على موقع قاعدة بيانات الفيلم (الإنجليزية)
- الموقع الرسمي لريتشارد دوكينز (بالإنجليزية)
- موقع مؤسسة ريتشارد دوكينز للمنطق والعلوم (بالإنجليزية)